# Меланорозавр
Меланорозавр (Melanorosaurus readi — чорний гірський ящір) — один із найбільш ранніх представників прозавроподів, досягав величезного розміру (завдовжки 8-10 м, довжина у 12 і навіть 15 м є завищеною). Маса досягала 2  тонн. Як й інші завроподи, він мав маленьку голову, пильчасті листоподібні зуби і досить довгі шию та хвіст. Величезне тіло і сильні кінцівки робили його ще більш громіздким і важким, ніж платеозавр. Ймовірно, він пересувався лише на чотирьох ногах і не піднімався на задні лапи. Кістки кінцівок були масивними, а спинні хребці для полегшення скелета мали порожнини.

## Знахідки
- Типовий екземпляр: SAM 3449, 3450 — кілька хребців і частини задніх лап.
- Інші рештки: 3 або 4 екземпляри, представлені неповними скелетами, один з яких, що належить молодій особині близько 4,5 м завдовжки, включає практично повний череп.

Відомий ще один вид — Melanorosaurus thabanensis Gauffre, 1993

## Час існування
Пізній тріас (пізній карній або ранній норій)

## Місцезнаходження знахідок
Формація Lower Elliot, Капська провінція, Південна Африка.

## Таксономія
Меланорозавр жив задовго до появи перших завроподів. Можна припустити, що завроподи походять від величезних прозавроподів, подібних до цього ящера, але відмінності будови кісток щиколотки свідчать про те, що завроподи і прозавроподи, походять від спільних предків.
Рід Melanorosaurus протягом всієї своєї історії вивчення часто плутали з Euskelosaurus, іншим прозавроподом із тих же місцезнаходжень. Меланорозавр був одним із найбільших тварин на землі, які бачив світ аж до ранньої юри, хоча ранні вимірювання цього динозавра (особливо в популярній літературі) дещо завищені. До його тазу приєднувалось 4 або 5 хребців, що мінімум на один хребець менше, ніж у інших прозавроподів.
Він був родоначальником родини меланорозавридів, яка останнім часом зазнала значних змін і тепер ставиться на рівень, дуже близький до власне справжніх завроподів. Тим не менш, вважається, що даний таксон поки повинен залишитися в межах прозавроподів, хоча б поки не будуть точно встановлені досить ясні діагностичні ознаки завроподів, які відрізняють їх від базальних груп.
Кінцівки ящера були великими і могутніми, що свідчило про переважно чотириноге пересування, хоча факультативна біпедальність також має під собою багато підстав. Кістки його лап важкі та масивні, як у завроподів, також мають схожість і хребці, які мають порожнини для зниження ваги.

## Характер живлення
Травоїдний.